# 地震預測

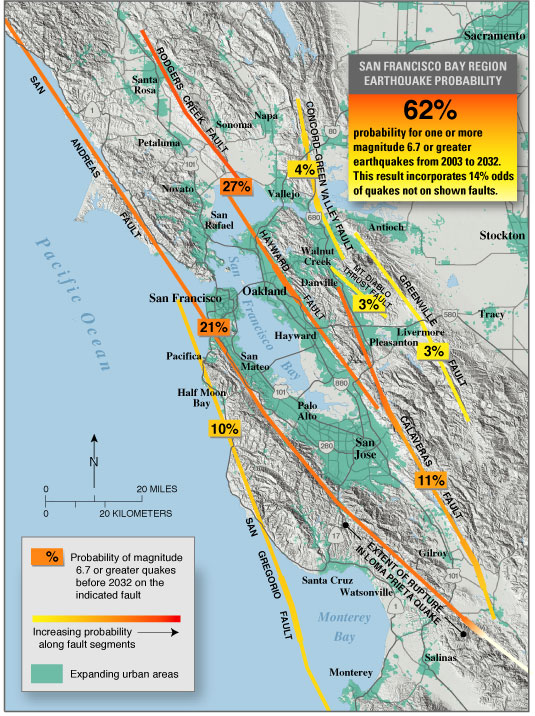
舊金山灣區震災危害度圖表，描繪了2032年前發生大地震的機率。

地震預測（earthquake prediction）是預測一次地震發生的時間、地點和規模。地震學家目前仍無法預測地震的確切發生時間，然而對地下構造瞭解的進步，科學家能透過震災危害度評估，提供特定規模的地震在未來數年到數十年之間，發生在某區域的機率，以供建築物和公共建設設定最低防震規範。雖然部份證據表明，對某些區域的地震預報或許有實用價值，然而這些技術的可靠性既未確立，也無法重製，所以地震學家及地質學家一般認為實用的地震預測還是夢想。

## 爭議
人們試圖以各種自然現象預測地震，例如電磁場、天氣狀況、地震雲、土壤或地下水的氡氣或氫氣含量、井水水位及動物行為等。
地震預測迄今仍深具爭議性；一方面是因為資料不足，另一方面則缺乏能證實上述因果聯繫的科學理論。此外，只要做出大量預測，便容易碰巧言中。大部分的預測方法都基於機率模型；由於大地震鮮少發生，其地點與時間又相當集中，目前我們很難鑑定一次「成功」的預測是否只是僥倖而已。
2009年拉奎拉地震發生後，幾位科學家因未能提出足夠警告，依過失殺人罪被判6年徒刑，在歐美科學界引發一片驚慌和撻伐之聲，學者警告這恐造成寒蟬效應。 厄爾斯特大學（University of Ulster）地震物理學教授史迪西（Sandy Steacy）認為：「若維持原判，這項判決將對義大利和全歐洲的地震科學造成寒蟬效應。」科學工作者關懷聯盟（UCS）學者郝普恩（Michael Halpern）認為：「這項決定荒謬又危險，美國官員應該非難它，義大利總統乔治奥·纳波利塔诺（Giorgio Napolitano）應該推翻这个决定。」英國地質調查所（BGS）的穆森（Roger Musson）說：「這6名科學家說的是正確的，任何地震學家都會支持他們的說法。他們盡力提供科學的建議卻被判刑，這是錯的。」

## 預測方法

### 電磁波異常
實驗證明，岩石在破裂之前，會釋放出電磁波，然而對於如何影響到大的範圍仍有許多疑問；部份研究則認為是岩石內的石英受到壓力時產生的壓電效應所造成；也有人認為是由於地下水位的改變所引起。

#### 電離層密度異常
地球上空50公里到數千公里間，有天然生成的游離電子離子聚集籠罩，被稱為「電離層」。板塊擠壓、碰撞等過程會改變地底結構和電磁環境，並於斷層帶和震央附近以聲、光、化、電等不同能量形式在震前釋放。可經由電離層探測儀發射一系列掃頻高頻電波，探測電離層下半層電子濃度隨高度分布的數據。
1999年，臺灣首次意外記錄到9 月17、18、20 日，也就是921大地震的前四、三、一天，下午時段的電離層F2層峰電子濃度顯著異常減少。在福爾摩沙三號的觀測與研究中發現，在地震發生前一到五天，震央上空的電離層密度常會突然變得稀薄，汶川大地震前一至五天，電離層平均密度突然明顯下降了一半。比對過去人造衛星福爾摩沙三號觀測到的資料，發現至少有超過七成，規模五以上的地震在發生前，震央上空的電離層都曾經發生突然變稀薄的情形。

#### Demeter微型衛星
Demeter（希臘神話的女神得墨忒耳）為地震區電磁放射偵測（英文："Detection of Electro-Magnetic Emissions Transmitted from Earthquake Regions"）的縮寫。Demeter衛星由法國國家太空研究中心建造，目前已觀察到某類低頻電磁活動與地震活躍帶的關係，並在2004年9月5日日本東海地方發生面波震级7.1地震前一週觀察到明顯的電離層活動及溫度變化。

#### VAN方法
VAN 是一套由 Varotsos、Alexopoulos 與 Nomicos 三位希臘學者在1980年代提出的地震預測法。此法以埋入地下的金屬棍偵測地震電磁信號（英文：seismic electric signals），部份學者聲稱能預測大於五級的地震，震央誤差在100公里以內、震度誤差在0.7個單位內、時間窗口為2小時至11天。這個方法受到 Sir James Lighthill 的批判性考察，此外也在日本激起一些科學上的興趣。

### 水氡異常
指地下水中氡气含量的突然大幅度增加或减少。在多次大地震前已观测到这种现象，其原因可能是地应力的变化使岩石释放出一定量的氡气，从而导致地下水中氡气含量的变化。

### 地震活動型態的改變

#### 前震
發生在相近時間或空間上的一連串地震，依照發生次序可分為前震 、主震和餘震，難以判別主震的地震序列稱之為群震。不同型態的地震序列是由於地殼非均質所引起許多大地震在來臨前，斷層破裂區域的地震活動會明顯的增加，最著名的案例為1975年的海城地震。

### 動物行為
日本學者也曾對鯰魚的行為進行長期研究。
也有人主張動物的異常行為源於低頻電磁輻射信號。科羅拉多大學的學者證實石英岩斷裂時能藉壓電效應產生電磁活動。這類活動可於震前在斷層線上發生。根據最近的研究，電磁感應器能在統計學的意義上有效預測地震
中國曾有系統地研究了動物的異常表現，並在1974年12月預測隔年二月發生的海城地震；然而該次預測主要是依靠一系列的強烈前震。關於動物行為的報導通常模稜兩可；目前還無法證明動物能預知地震，即使動物能感知P波，但地震儀對此更敏感。

## 案例

### 中國
中國地震預測主要是基於震前的異常事件，例如地下水位、動物行為或前震等等。有报道与学者统计自1975年2月4日中國地震學家曾成功預報了遼寧省海城大地震起，中国地震学家根据统计学与临震异常共预测成功并发布了短期、临震预报的地震共有28次。包括了1990年9月22日北京小汤山4级地震、1994年2月16日青海共和5.8级地震、1995年7月12日云南孟连7.3级地震、1997年4月6日新疆伽师6.3级、6.4级地震、2003年云南大姚7月21日6.2级地震、10月16日6.1级地震、2003年10月25日甘肃民乐6.1级地震等。
但是1976年7月28日唐山大地震事前虽有中长期趋势判断，但并无短期、临震预报。造成當次地震242,769到655,237人死亡以及164,851人重伤；2008年5月12日的汶川大地震，同样也无短震、临震预报，最终造成69,227到300,000人死亡，374,643人受伤，17,923人失踪。

### 美國
2004年初，洛杉磯加利福尼亞大學由弗拉迪米爾·波洛克帶領的一群科學家預言南加州九月將有一場與2003年San Simeo地震規模相當的地震，機率是百分之五十。
到了2004年4月，加州地震預報評估委員會（CEPEC）向州政府報告「預測並不可靠，而且涉及的地域廣大（12,400平方哩），所以這些結果不能作為加州採取特殊手段的正當理由。」結果在預報的時間窗口內並無明顯地震。

### 義大利
2009年拉奎拉地震發生前一個月，一位名叫賈寶洛的實驗室技術人員，根據地面增加的放射性氡氣排放量，研判會有大地震發生。結果他被義大利民防單位指控危言聳聽，還被移送警方偵辦，罪名是製造民眾恐慌。而就在賈寶洛被移送的同時，官方的專家在拉奎拉召開會議，大量接受媒體訪問，保證說不會發生地震。官方的地震測報中心官員後來遭到民眾指控提供不正確的資訊，7名科學家被依過失殺人罪名、求處4年徒刑。

## 地震預警
地震的预警监测比地震預測更可靠，其原理是偵測P波；P波在地殼中的傳遞速度快過具破壞力的S波及雷利波，故可先期偵測。此法只能提早數秒（對於較深及較遠的大地震，或可達數十秒）预警。 現時有一套稱作 QuakeGuard™ 
的系統能用這套技術自動應變，以減少人員及財產損失。
加州大學的 Richard Allen 在發表於《自然》的一篇論文中聲稱：在地震發生的前幾秒，可以從地震儀的紀錄中預判地震大小，它的結果還沒被其它學者認可。若然，則地震的早期預警將能更為有效。

## 外部連結
- 美國地質局對地震預測的觀點（页面存档备份，存于）
- 潮汐力與地震的相關研究：發表於1967（页面存档备份，存于）年與1968（页面存档备份，存于）年，然而 U.S. Geological Survey: Common Myths About Earthquakes一文的觀點與之相左。
- 唐山大地震背后的真相（页面存档备份，存于）
- 日本因预测地震仍有困难废除地震预知委员会（页面存档备份，存于）
- 《自然》文章称地震不可预测 或影响日本地震预报政策（页面存档备份，存于）